# Accumulatore litio-polimero
Il tipo di batteria ricaricabile noto come accumulatore litio-polimero, o più raramente batterie litio-ione-polimero (abbreviato Li-Poly o, più comunemente, LiPo) è uno sviluppo tecnologico dell'accumulatore litio-ione.
La principale caratteristica che li differenzia è che l'elettrolita in sale di litio non è contenuto in un solvente organico, come nel molto diffuso disegno litio-ione, ma si trova in un composito di polimero solido, come ad esempio il poliacrilonitrile. Vi sono molti vantaggi in questo tipo di costruzione, che lo rendono superiore al disegno classico litio-ione, tra cui il fatto che il polimero solido non è infiammabile (a differenza del solvente organico utilizzato nelle cellule a Li-Ion).

## Introduzione
Le celle che oggi vengono vendute come batterie litio-ione-polimero hanno uno schema diverso rispetto alle vecchie celle a ioni di litio. A differenza delle celle in litio-ione, che erano contenute in minuscoli contenitori rigidi in metallo cilindrici o prismatici (a nido d'ape), le attuali celle polimeriche hanno una struttura a fogli flessibili, spesso pieghevoli (laminato polimerico), e contengono ancora un solvente organico. La maggiore differenza tra le celle in polimero e le celle litio-ione in commercio è che nelle seconde, il contenitore rigido pressa reciprocamente gli elettrodi e il separatore, mentre in quelle a polimero questa pressione esterna non è richiesta perché i "fogli" di elettrodo e i "fogli" del separatore (dielettrico) sono laminati ciascuno sull'altro.

## Storia
Le batterie in polimero litio-ione sono apparse nel commercio destinato all'elettronica di consumo soltanto nel 1996. In precedenza erano una invenzione sovietica sotto segreto militare, ma in possesso anche del complesso militare industriale statunitense. La tecnologia venne messa a disposizione dell'industria di consumo soltanto qualche anno dopo la caduta del Muro di Berlino.

## Vantaggi
Dal momento che non è necessario alcun tipo di contenitore in metallo, la batteria può essere più leggera e sagomata per occupare lo spazio che le è riservato nell'apparecchio da alimentare. Dal momento che hanno un impacchettamento più denso senza spazi tra le celle cilindriche e senza contenitore, la densità energetica delle batterie Li-Poly è maggiore di più del 20% rispetto a una Litio-Ione classica ed è circa tre volte migliore rispetto alle batterie NiCd e NiMH.
La tensione delle celle Li-Poly varia da circa 2,7 V (scariche) a circa 4,23 V (a piena carica), con tensione nominale 3,7 V (e conservazione a riposo di circa 3,8 V). Le batterie Li-Poly devono essere protette dall'eccesso di carica limitando la tensione applicata a non più di 4,235 V per ogni cella usata in una combinazione di esse in serie. Durante la scarica dovuta a un carico di lavoro, questa dovrà essere rimossa e ricaricata al più presto quando la tensione scende sotto circa 3.0 V per cella (se usate in una combinazione in serie), altrimenti la batteria come conseguenza non potrà essere caricata più a lungo.
Nella prima fase dello sviluppo la tecnologia litio-polimeri aveva dei problemi a causa della resistenza interna.
Un'altra sfida include il tempo di carica minore e maggiore corrente di scarica a confronto delle tecnologie già mature. Le batterie Li-Po tipicamente richiedono più di un'ora per una piena ricarica. Alcuni recenti miglioramenti al progetto hanno aumentato la massima corrente di scarica da due a 15 o anche 20 volte la capacità della cella (corrente di scarica in ampere, capacità della cella in Ampereora "Ah"). Nel marzo 2005 Toshiba ha reso noto un nuovo progetto che offre un rapporto di carica molto più veloce (circa 1-3 minuti).

## Pregi e difetti
Se confrontate alle batterie Li-ion, le batterie Li-Poly hanno un tasso di degrado maggiore nel ciclo di vita. A ogni modo, recentemente, produttori hanno dichiarato di aver raggiunto un numero di 500 cicli di carica/scarica prima che la capacità si riduca all'80% di quella iniziale. Un'altra variante delle batterie ai polimeri di litio è la "batteria al litio ricaricabile in film sottile" che ha reso possibile più di 10 000 cicli di carica e scarica.
Uno dei grandi vantaggi della tecnologia Li-Poly è che i costruttori possono sagomare la forma alle batterie più o meno come vogliono: questo può essere importante per i costruttori di telefoni cellulari, che costantemente lavorano su telefoni con ingegnerizzazione e posizionamento delle componenti differente, oltre che crescenti problemi di dissipazione del calore dovuti ai tempi di ricarica minori delle batterie. Un altro vantaggio delle batterie ai polimeri di litio rispetto alle batterie Ni-Cd (nichel-cadmio) e NiMH (nichel-metal idruro) è che la corrente di scarica a vuoto (auto scarica) è molto minore.
Uno dei principali difetti della tecnologia è la necessità di usare caricabatterie specifici, per evitare incendi ed esplosioni.
La batteria può esplodere se cortocircuitata, a causa della bassissima resistenza interna e della conseguente elevatissima corrente che la puo' attraversare.
Inoltre una cella Li-Poly può incendiarsi facilmente se forata, per cui le batterie sono spesso ricoperte da un involucro plastico che dovrebbe prevenire le forature. In applicazioni specifiche (ad es. automobili radiocomandate), inoltre, sono richiesti controlli elettronici di coppia per i motori elettrici collegati alla cella, al fine di contenere le correnti di scarica e di conseguenza il danneggiamento della batteria.
Un problema delle batterie a base di litio è l'approvvigionamento della materia prima: il litio richiede processi di estrazione particolarmente complicati e costosi e il mercato è in mano a pochi produttori.

## Applicazioni
Le batterie ai polimeri di litio hanno guadagnato popolarità nel mondo dell'aeromodellismo, dove il duplice vantaggio di peso ridotto e tempo di lavoro aumentato può sufficientemente giustificare il prezzo.
La tecnologia Li-Poly sta guadagnando terreno anche nei palmari, computer portatili e console portatili dove ridotto fattore di forma e densità di energia aumentata prevalgono sui costi del prodotto.
Queste batterie potranno alimentare anche la prossima generazione di auto elettriche. Il costo di un'auto elettrica di questo tipo è attualmente fuori mercato, ma i sostenitori dicono che aumentando la produzione il costo dovrà ridursi inevitabilmente.
Le batterie al litio vengono spesso utilizzate anche in quasi tutti i campi del modellismo dinamico. Sempre più diffuso è anche l'utilizzo di tali accumulatori nel softair.

## Tecnologia
Ci sono attualmente due tecnologie in commercio. Entrambe sono ai Li-Ion-Poly (dove Poly sta per "Polimero elettrolita/separatore"). Sono chiamate "Batterie ai polimeri elettrolitici".

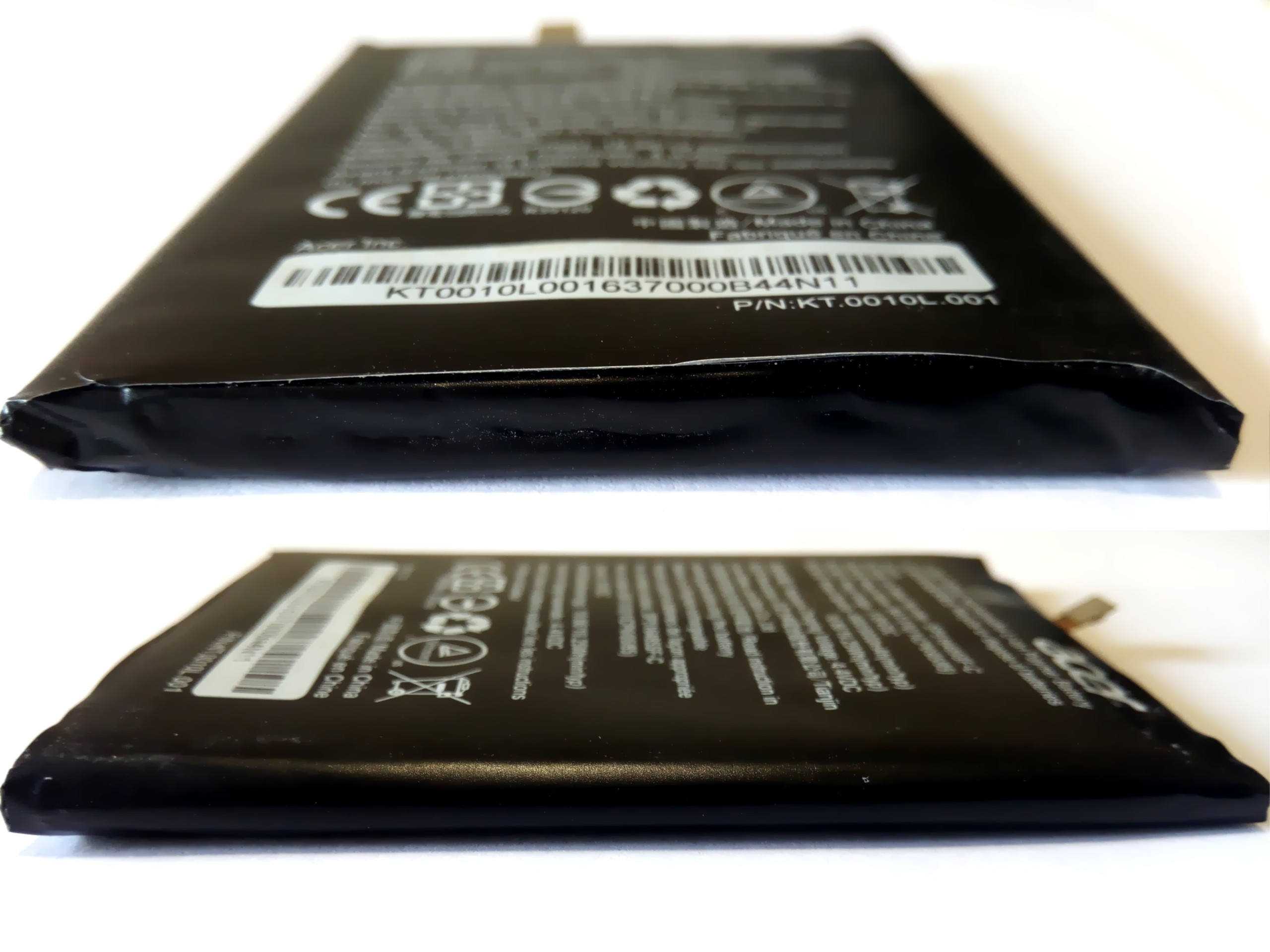
Batteria a polimeri di litio danneggiata, è possibile notare il rigonfiamento localizzato allo spigolo laterale inferiore (rispetto alle scritte)

L'idea è di usare un polimero permeabile agli ioni al posto della tradizionale combinazione di un separatore microporoso e un elettrolita liquido. Questo consente non solo una migliore sicurezza, dato che l'elettrolita polimerizzato non brucia facilmente, ma anche la possibilità di realizzare batterie molto sottili, visto che non richiedono una pressione per tenere uniti catodo-anodo. L'elettrolita polimerizzato assicura la tenuta degli elettrodi come una colla.
Il design è: anodo (Li o carbon-Li )/polimero conduttivo separatore elettrolitico/catodo (LiCoO2 o LiMn2O4)
Reazione tipica:
- Anodo: carbonio-Li(x) - xLi+ - xe−
- Separatore: conduzione Li+
- Catodo: Li(1-x)CoO2 + xLi+ + xe−

Il polimero elettrolita/separatore può essere  un polimero solido (polietilenossido, PEO) +LiPF6 o altri sali conduttivi +SiO2 o altri riempitivi con caratteristiche meccaniche migliori (questi sistemi non sono ancora disponibili sul mercato). Alcuni stanno pensando di usare Litio metallico come anodo, mentre altri preferiscono usare il più sicuro anodo a intercalazione di carbonio.
Entrambe le tecnologie usano PVdF (un polimero) reso gel con solventi convenzionali e sali, come EC/DMC/DEC ecc. La differenza fra le due tecnologie è che una (Bellcore/Telcordia) usa LiMn2O4 come catodo e l'altra, più convenzionale, LiCoO2.
Altre batterie Li-poly, più "esotiche", (comunque non ancora commercialmente disponibili) usano un catodo polimerizzato. Per esempio, Moltech sta sviluppando una batteria con un catodo in plastica conduttiva.
Ancora un'altra proposta è di usare composti zolfo organico per il catodo in combinazione con un polimero conduttivo come la polianilina. Questo approccio permette maggiore erogazione di potenza (minore resistenza interna) e una maggiore capacità di scarica, ma attualmente ha problemi con il numero di cicli e costi di realizzazione.